# Quand le diable s'en mêle
Pour plus de détails, voir Fiche technique et Distribution.
Quand le diable s'en mêle (Kam čert nemůže) est un film tchécoslovaque réalisé par Zdeněk Podskalský, sorti en 1960.

## Synopsis
Le docteur Frantisek Prucha, surnommé Faust, est submergé par le travail à tel point qu'il ne se rend pas compte de l'intérêt qu'il suscite à la gent féminine. Un jour, une mystérieuse femme en robe rouge apparaît lors de l'un de ses cours.

## Fiche technique
- Titre : Quand le diable s'en mêle
- Titre original : Kam čert nemůže
- Réalisation : Zdeněk Podskalský
- Scénario : Frantisek Daniel et Milos Václav Kratochvíl
- Musique : Zdeněk Liška
- Photographie : Jirí Safár
- Montage : Zdeněk Stehlík
- Société de production : Ceskoslovenský Státní Film
- Pays :  Tchécoslovaquie
- Genre : Comédie
- Durée : 80 minutes
- Dates de sortie : 
  -  Tchécoslovaquie : 1er avril 1960

## Distribution
- Miroslav Hornícek : Dr. Faust
- Jana Hlavácová : Mefistofela
- Vlastimil Brodský : Borovicka
- Jirí Sovák : Hatl
- Rudolf Hrušínský : Dr. Wagner
- Vera Budilová : Marta

## Distinctions
Le film a été présenté en sélection officielle en compétition au Festival de Cannes 1960.